# Kursiefen
Kursiefen ist ein Ortsteil in Unterodenthal in der Gemeinde Odenthal im Rheinisch-Bergischen Kreis. Er liegt südlich von Glöbusch und bildet mit diesem einen geschlossenen Siedlungsbereich, so dass der Ortsteil nicht mehr eigenständig wahrgenommen wird. Hier ist heute eine Seitenstraße mit dem Namen Kursiefener Straße, die von der Bergstraße in nördlicher Richtung abgeht.

## Geschichte
Kursiefen hat seinen Namen von dem Wort „curtis“ (der Hof) und „Siefen“ (enges, schluchtartiges Waldgebiet mit kleinem Rinnsal). Es war ursprünglich ein mittelalterliches Lehngut von Odenthal. Die erste urkundliche Erwähnung stammt vom 10. Juni 1348. Dabei wird erwähnt, dass der Ort zum Hofgericht Odenthal gehörte. Diese Zugehörigkeit wird in einer Auflistung von 1399 wiederholt. Aus einer erhaltenen Steuerliste von 1586 geht hervor, dass die Ortschaft Teil der Dorfhonschaft im Kirchspiel Odenthal war.
Während des Spanischen Erbfolgekriegs hatten auch die Odenthaler ihre Beiträge zur Landesverteidigung zu leisten. In diesem Zusammenhang werden unter anderem Adolf Schneider und Gottschalk zu Kurtseifen aufgelistet. Sie hatten 1 Palisade, 5 Faschinen und 15 Pfähle zu stellen.
Die Topographia Ducatus Montani des Erich Philipp Ploennies, Blatt Amt Miselohe, belegt, dass der Wohnplatz 1715 als Einzelhof kategorisiert wurde und mit Chursiepen bezeichnet wurde.
Aus Carl Friedrich von Wiebekings Charte des Herzogthums Berg 1789 geht hervor, dass Kursiefen zu dieser Zeit Teil von Unterodenthal in der Herrschaft Odenthal war.
Unter der französischen Verwaltung zwischen 1806 und 1813 wurde die Herrschaft aufgelöst. Kursiefen wurde politisch der Mairie Odenthal im Kanton Bensberg zugeordnet. 1816 wandelten die Preußen die Mairie zur Bürgermeisterei Odenthal im Kreis Mülheim am Rhein.
Der Ort ist auf der Topographischen Aufnahme der Rheinlande von 1824, auf der Preußischen Uraufnahme von 1840 und ab der Preußischen Neuaufnahme von 1892 auf Messtischblättern regelmäßig als Kursiefen oder ohne Namen verzeichnet. Die Ortschaft gehörte zur katholischen Pfarre Odenthal.
| Jahr | Einwohner | Wohn- gebäude | Kategorie  | Bemerkung      |
| ---- | --------- | ------------- | ---------- | -------------- |
| 1830 | 69        |               | Ackergut   | gen. Cursiefen |
| 1845 | 69        | 10            | Ackergüter | gen. Cursiefen |
| 1871 | 53        | 11            | Hofstelle  | gen. Cursiefen |
| 1885 | 43        | 10            | Ortschaft  |                |
| 1895 | 42        | 10            | Ortschaft  |                |
| 1905 | 43        | 8             | Ortschaft  |                |